# Soap opera
Soap opera é um gênero de obras de ficção dramática ou ficção cómica difundidas por canais de televisão em séries compostas por capítulos e de duração indeterminada.
As soap operas possuem duas características principais: os episódios não têm unidade do ponto de vista do argumento, ou seja, os desenvolvimentos da história prolongam-se por vários episódios sequenciais, tal como nas telenovelas; outro ponto é que a produção inicia-se sem um calendário previsto para o seu término, ou seja, podendo durar anos ou décadas com elenco renovando-se em determinadas temporadas. Outros traços marcantes das soap operas são as tramas com exaltação de sentimentos, a multiplicidade de enredos e o uso de personagens estereotipados, podendo ser comparadas como equivalentes às novelas produzidas no Brasil.

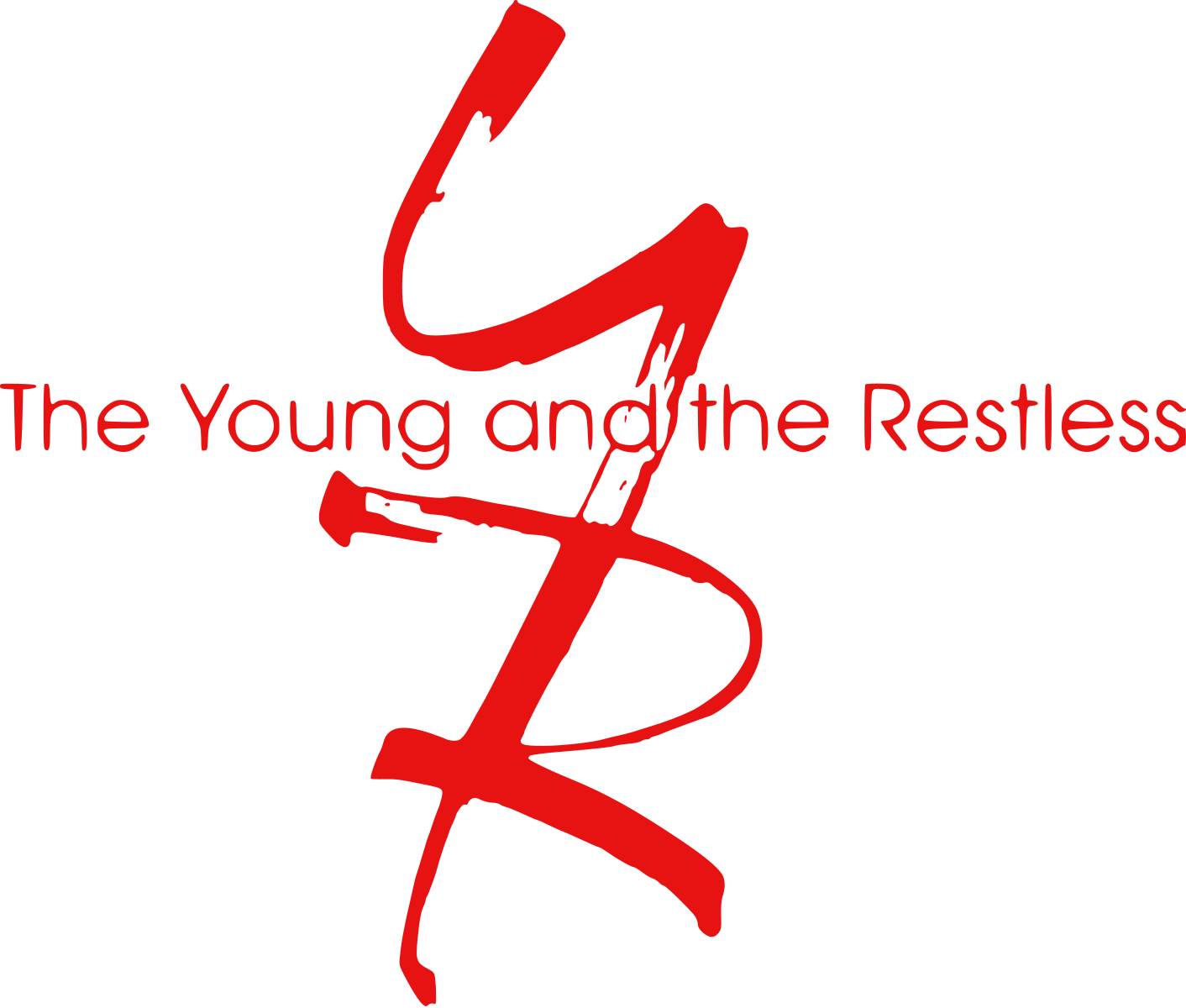
Logotipo oficial da soap opera americana "The Young and the Restless"

É um gênero muito popular nos Estados Unidos, país no qual são exibidas durante o dia (mais precisamente no período da tarde). Se, na origem, elas eram um gênero orientado sobretudo para o público feminino, o decorrer dos tempos teve uma evolução para públicos segmentados, como as séries juvenis. Soap operas são diferentes de telenovelas, pois podem ter décadas de duração, enquanto as telenovelas duram um período curto entre três e doze meses. Um exemplo de soap opera brasileira é Malhação (veicula na TV Globo), exibida entre 1995 e 2020.

## Origem da expressão
As primeiras novelas na década de 1960 eram patrocinadas por fabricantes de produtos de limpeza, principalmente sabonete e sabão, devido a grande audiência feminina atraída por este tipo de entretenimento, que passaram então a serem chamadas de soap opera (em inglês), ou seja, ópera de sabão.

## Exemplos deSoap Operas
- As the World Turns (1956 - 2011, CBS, Estados Unidos)
- Coronation Street (1960, ITV, Inglaterra)
- General Hospital (1963 - presente, ABC, Estados Unidos)
- The Young and the Restless (1973 - Presente, CBS, Estados Unidos)
- Dallas (1978 -1991, CBS, Estados Unidos)
- Dynasty (1981 -1989, ABC, Estados Unidos)
- Falcon Crest (1981-1990, CBS, Estados Unidos)
- The Bold and the Beautiful (1987-presente, CBS, Estados Unidos)
- EastEnders (1985 - presente, BBC, Inglaterra)
- Neighbours (1985 - presente, Seven Network/Network Ten/Eleven, Austrália)
- Home and Away (1988 - presente, Seven Network, Austrália)
- Chiquititas (1997 - 2001, SBT/Telefe, Brasil)
- Malhação (1995 - 2020, Globo, Brasil)
  - 1995 a 2009 como Soap Opera
  - 2010 a 2020 como Novelas independentes
- Hotel Cæsar (1998 - presente, TV2, Noruega)
- Degrassi (1979 - presente, CBC, CTV, MuchMusic, Netflix. Canadá)